# Nieuw-Vlaamse Alliantie
De Nieuw-Vlaamse Alliantie, afgekort als N-VA, is een Vlaams-nationalistische, liberaal-conservatieve politieke partij met eind 2014 meer dan 41.000 leden. De N-VA is qua zetels de grootste partij in de Kamer, de Senaat en het Vlaams Parlement. In het Europees Parlement bezet ze drie zetels, in het Brussels Hoofdstedelijk Parlement drie. De N-VA levert met Bart De Wever de eerste N-VA Premier op het federale niveau in de regering-De Wever. Jan Jambon is vicepremier. Matthias Diependaele is de minister-president van Vlaanderen.
De N-VA was van 2014 tot 2018 vertegenwoordigd in de federale regering-Michel I. Ze behoort tot de bestuurscoalitie in de provincie Antwerpen en levert schepenen in de colleges van tal van steden en gemeenten.
In 2021 had de partij 41.500 leden. Daarmee stond ze in dat jaar op de tweede plaats in Vlaanderen wat het aantal partijleden betreft, na Open Vld.

## Geschiedenis
Voorlopers van de N-VA waren de Volksunie (van 1954 tot 2001) en daarna VU&ID (eenheidslijst van VU en iD21) vanaf 1997 tot en met 2001.

### Ontstaan
In de herfst van 2001 ontstond de N-VA uit de Volksunie na interne onenigheid over het Lambermontakkoord. De Volksunie brak op in drie groepen: de Toekomstgroep (o.l.v. Bert Anciaux), Niet Splitsen en Vlaams-Nationaal (o.l.v. Geert Bourgeois). Na een ledenreferendum viel het besluit dat de groep Vlaams-Nationaal het grootste deel van het patrimonium van de Volksunie overerfde. Omdat de groep Vlaams-Nationaal net geen 50% van alle leden kon bekoren, moest de naam Volksunie evenwel verdwijnen. Op 13 oktober 2001 keurde de partijraad de naam Nieuw-Vlaamse Alliantie, de beginselverklaring van de N-VA en het manifest van de N-VA goed.
Onder leiding van Geert Bourgeois ging de partij in 2003 voor de eerste maal naar de verkiezingen, maar enkel in West-Vlaanderen slaagde de jonge partij erin om de nieuwe kiesdrempel van 5% te halen. De kiesdrempels waren ingevoerd door de paars-groene regering Verhofstadt I (1999-2003 met VLD, sp.a, Agalev (onthield zich bij de stemming), PS, MR en Ecolo). De partij behield dus enkel Geert Bourgeois als parlementslid, en was niet meer vertegenwoordigd in de Senaat.
De regering Verhofstadt II voerde vervolgens ook voor de Vlaamse parlementsverkiezingen in juni 2004 een kiesdrempel van 5% in.

### Kartel met CD&V
In de zomer van 2003 werden er gesprekken gevoerd met CD&V over de vorming van een kartel, maar niet iedereen binnen de N-VA was daar even gelukkig mee. Op 2 september 2003 werd bekendgemaakt dat de gesprekken op niets uitgelopen waren, omdat de CD&V niet tegemoetkwam aan de eis van de N-VA om bij een regeringsvorming de vijf resoluties van het Vlaams parlement over de verdere staatshervorming in het Vlaams regeerprogramma op te nemen. Na het stuklopen van de onderhandelingen zag het er dus naar uit dat de N-VA alleen aan de verkiezingen zou deelnemen.
Op 14 februari 2004 zegde de CD&V toch toe om de 5 resoluties van het Vlaams parlement met het kartel te verdedigen. Samen met een slechte peiling volstond dit voor de N-VA-top om de partijraad van de N-VA over te halen en een kartel met CD&V tot stand te brengen. Onder de kartelnaam CD&V/N-VA - of 'Vlaams kartel' – namen beide partijen vervolgens deel aan de Vlaamse parlementsverkiezingen van 2004. Het kartel werd de grootste politieke formatie in Vlaanderen met iets meer dan 1 miljoen stemmen, of 26%.
Bij de provincie- en gemeenteraadsverkiezingen van oktober 2006 trok CD&V/N-VA de lijn van de goede resultaten door. Met 31,7% voor de provincieraden boekte CD&V/N-VA een tweede verkiezingsoverwinning op rij. Opnieuw bleek het kartel CD&V/N-VA de grootste formatie van Vlaanderen. Het aantal gemeente- en OCMW-raadsleden van de N-VA nam sterk toe. In het Kempense Dessel behaalde een onafhankelijke N-VA-lijst zelfs een absolute meerderheid en werd Vlaams parlementslid Kris Van Dijck opnieuw burgemeester.
Het kartel CD&V/N-VA werd op 30 november 2006 tijdelijk stopgezet na de komst van Jean-Marie Dedecker en Boudewijn Bouckaert naar de N-VA. CD&V kon zich niet verzoenen met deze beslissing, mede doordat Jan Renders van het ACW, die traditioneel een grote invloed heeft op de partij, de komst van de donkerblauwe libertair Dedecker streng veroordeelde. N-VA overwoog daarop om alleen aan de federale verkiezingen van 2007 mee te doen, met Dedecker als kandidaat.
De gunstige peilingen voorspelden dat N-VA ook zonder kartel de kiesdrempel zou halen, maar intern was er geen consensus. Uit onvrede met de komst van Dedecker en vrezend dat de N-VA zou verrechtsen, maakte gewezen Volksunie-Europarlementslid Jaak Vandemeulebroucke bekend de partij te verlaten. Vandemeulebroucke was al enkele jaren niet meer politiek actief. Hij trok zijn besluit weer in toen Dedecker de partij verliet.
In de dagen na de breuk binnen het Vlaams kartel vonden discrete onderhandelingen plaats tussen de top van CD&V en de N-VA. Er werd versneld een voorstel van programma opgemaakt met het oog op de federale verkiezingen van 2007. Het bereikte akkoord tussen CD&V en de N-VA, dat normaal besproken zou worden op de partijraad van januari 2007, werd door de omstandigheden reeds aan de partijraad van 9 december 2006 voorgelegd. CD&V had N-VA voor de keuze gesteld: een kartel zonder Dedecker op de gemeenschappelijke lijst, of geen kartel. Op die N-VA-partijraad van 9 december werd, op basis van het akkoord, beslist om voor de federale verkiezingen van 2007 een kartel te vormen met de CD&V. De beslissing werd genomen met een meerderheid van 62 van de 103 stemmen, met 10 onthoudingen. Dedecker, die dus niet op de verkiezingslijst zou mogen staan in weerwil van de eerdere toezegging van Bart De Wever, stapte daarop uit de N-VA. Uit onvrede met de gang van zaken trad Frieda Brepoels af als ondervoorzitter van de partij.

### Federale verkiezingen 10 juni 2007
Met een provocerende precampagne wou de partij de Vlamingen wijzen op de gevolgen van het Belgisch beleid: een Vlaanderen dat steeds meer verstrikt dreigt te geraken. Als centraal beeld van de campagne introduceerde de partij dan ook een nieuw verkeersbord: een gevarenbord dat waarschuwt voor verst(r)ikking. Dit was een verwijzing naar de Waalse minister-president Elio Di Rupo, die altijd een vlinderdasje draagt.
Medio maart 2007 raakte bekend dat de directeur van de Bank Card Company (uitgever van Visa en Mastercard), Jan Jambon zich kandidaat stelde voor de federale parlementsverkiezingen op de Antwerpse CD&V/N-VA-lijst. Jambon is sinds oktober 2006 schepen van financiën en lokale economie in Brasschaat. Samen met Peter De Roover bouwde hij in de jaren 90 de Vlaamse Volksbeweging opnieuw uit tot een slagkrachtige organisatie binnen de Vlaamse Beweging. Jambon leek aanvankelijk een rijzende ster binnen de N-VA, maar viel in de loop van 2014 van zijn voetstuk door een reeks ongelukkige uitspraken. Zo verklaarde hij dat werklozen eerst hun huis en andere bezittingen moeten verkopen vooraleer zij een werkloosheidsuitkering kunnen krijgen. Ook stelde hij dat het inschrijvingsgeld voor de universiteiten fors verhoogd zou moeten worden.
Het kartel was in 2007 de overwinnaar van de federale verkiezingen in Vlaanderen. De partij behaalde vijf rechtstreeks verkozenen in de Kamer en twee in de Senaat. Door opvolging telde de N-VA 6 leden in de Kamer. Voorzitter Bart De Wever boekte een goed persoonlijk resultaat. Met ruim 41.000 voorkeurstemmen werd hij de op twee na populairste politicus in de kieskring Antwerpen.

### Einde kartel op 22 september 2008
Op 21 september 2008 zei een massaal bijgewoond N-VA-ledencongres (1700 deelnemers) in het Gentse ICC het vertrouwen in de federale regering Leterme I op. De N-VA weigerde deel te nemen aan nieuwe communautaire dialoog die Kris Peeters vanuit de Vlaamse regering Peeters I wilde opstarten, omdat de Vlaams-nationale partij daarin geen garanties zag op een doorbraak in de staatshervorming en, gezien de houding van de Franstalige partijen sinds juni 2007, geen enkel vertrouwen had in het welslagen van zo'n dialoog.
De daaropvolgende maandag 22 september stapte minister Geert Bourgeois uit de Vlaamse regering. Tijdens een persconferentie verklaarde hij dat hij in de ministerraad moest vaststellen dat "alle collega-ministers wensen in te stappen in de dialoog, die vrijdag nog werd afgewezen. Op 5 september nog verbond de Vlaamse regering 'strikte en noodzakelijke' voorwaarden aan de start van deze dialoog. Zowel afgelopen vrijdag als vandaag opnieuw moet ik vaststellen dat aan die 'strikte en noodzakelijke' voorwaarden niet is voldaan."
Op 23 september bevestigde voorzitster Marianne Thyssen van CD&V na een algemene vergadering van haar partij in Zellik dat er wat CD&V betrof een kartelbreuk was op nationaal en Vlaams niveau, niet op lokaal en provinciaal niveau.

### Vlaamse verkiezingen 7 juni 2009
De N-VA behaalde een goede score (13% van de stemmen) en was daarmee de grote winnaar van de verkiezingen. De partij verhoogde haar aantal zetels in het Vlaams Parlement van 6 naar 16, behaalde een zetel in het Brussels Hoofdstedelijk Parlement en een zetel in het Europees Parlement. Op 10 juli keurde een ledencongres in Affligem de deelname aan een Vlaamse regering met CD&V en sp.a goed. Deze Vlaamse regering Peeters II telt twee N-VA-ministers: Geert Bourgeois en Philippe Muyters. Het Vlaams regeerprogramma bevat (zonder letterlijke verwijzing ernaar) de beginselen van de zogenaamde Maddens-doctrine.

### Federale verkiezingen 13 juni 2010
In de aanloop naar de verkiezingen zetten alle andere partijen zich af tegen de N-VA. Bart De Wever sprak in dit verband over een nieuw cordon sanitaire. De partij pleitte in haar programma voor een confederalisme met maximale bevoegdheid en verantwoordelijkheid van de deelstaten, waardoor regio's en gemeenschappen voor een goed beleid beloond worden en gestraft voor een slecht beleid. Dit veronderstelde een fundamentele herziening van de financieringswet waardoor de overheveling van bevoegdheden in de gezondheidszorg, de arbeidsmarkt en de kinderbijslag volgens de N-VA zinvol werden.
Een geheimgehouden kiespeiling voorspelde een hoge score van 26 % voor de N-VA. De groep met deze kiesintentie zou ook het grootste aantal kiezers hebben die beweren dat hun stem vaststaat.
Op 6 mei 2010, op een verkiezingsmeeting van de partij, riep Bart De Wever alle Vlaamse partijen op om aan één zeel te trekken na de verkiezingen en het confederalisme door te drukken. Ook vroeg hij alle Vlaamse formaties nooit nog een federale regering te vormen zonder Vlaamse meerderheid.
Bij de federale verkiezingen van 13 juni 2010 won N-VA de verkiezingen met iets minder dan 28% van de Vlaamse stemmen in de Kamer (31% in de senaat), zo werd het de grootste partij van Vlaanderen en België. De partij verwierf daardoor 27 Kamerzetels. Daardoor is de N-VA de dominante politieke formatie in het Vlaamse politieke landschap geworden en neemt zij de plaats in die de CD&V decennialang bezette.
De populariteit van de N-VA, en dan voornamelijk die van partijvoorzitter Bart De Wever, was volgens sommige media na de verkiezingsuitslag het gevolg van De Wevers deelname aan het spelprogramma De Slimste Mens ter Wereld van Woestijnvis. Het werd echter niet wetenschappelijk aangetoond dat deze deelname een rol speelde bij de verkiezingen van 7 juni 2009 (Vlaams Parlement) of een jaar later bij de verkiezingen van 13 juni 2010 (Federaal Parlement en Senaat). Mogelijk was het spelletje wel het begin van zijn naambekendheid bij het grote publiek.
Door deze overwinning krijgt de partij die net verhuisde naar een nieuw partijgebouw een grotere financiële armslag met 4,6 miljoen euro extra per jaar. Alzo kan men ook 63 nieuwe parlementaire medewerkers aantrekken en een studiedienst bemannen.
Samen met de PS is de N-VA de leidende politieke formatie geworden in België. Daardoor kwamen beide partijen aan zet bij de vorming van een nieuwe federale regering. Daarbij kwam het eind augustus 2010 tot een impasse.

Na het verkiezingssucces van 13 juni steeg het aantal leden aanzienlijk en bereikte in juni 2012 een 30 000 leden.

### Lokale verkiezingen 14 oktober 2012
In de aanloop van de lokale verkiezingen van 2012 haalde N-VA een aantal voormalige leden van Vlaams Belang binnen voor de lokale lijsten. De komst van VB-afvalligen als Jurgen Ceder en Karim Van Overmeire lokten daarbij veel kritiek uit bij de tegenstanders. N-VA heeft het zelf over 40 mensen met een VB-verleden, Vlaams Belang heeft het over 50 mensen.
N-VA werd bij de verkiezingen de grote overwinnaar in Vlaanderen. In 41 gemeenten werd het de grootste lokale partij, waaronder in Antwerpen, waar voorzitter Bart De Wever burgemeester werd. Op andere plaatsen werd de partij vaak ook een van de grootste partijen met percentages rond de 20 procent. Op provinciaal niveau werd N-VA de grootste partij met circa 28% van de stemmen. In Vlaams-Brabant, Antwerpen en Oost-Vlaanderen werd het de grootste partij; in Limburg en West-Vlaanderen tweede. In zijn overwinningsspeech had De Wever het over een signaal voor de regering-Di Rupo. Hij bestempelde de overwinning van zijn partij en het verlies van alle regeringspartijen als teken dat de Vlamingen de "belastingsregering" niet lusten. Hij waarschuwde de Franstaligen om zich voor te bereiden op confederalisme, waar de partij voor zal ijveren bij de volgende verkiezingen, in 2014. Di Rupo wimpelde de waarschuwing af door te wijzen op het lokale karakter van de verkiezingen.
Na de verkiezingen werd gesproken over een "geel-zwarte zondag", hetgeen enerzijds verwijst naar de Vlaamse kleuren, maar anderzijds ook naar Zwarte Zondag, de dag waarop het Vlaams Blok zijn eerste grote overwinning boekte bij de federale verkiezingen van 24 november 1991.

### Federale verkiezingen 2019
Nadat in december 2018 de N-VA uit de regering regering-Michel I stapte vanwege het niet-bindende VN-Migratiepact, verloor de N-VA in mei 2019 voor de eerste keer de verkiezingen. Met een verlies van 20,4 procent van haar stemmentotaal ten opzichte van 2014 voor de Kamer, en een verlies van 21,5 procent in het Vlaams Parlement, leed de N-VA haar grootste verkiezingsnederlaag sinds het bestaan van de partij.

### Federale verkiezingen 2024
Bij de federale verkiezingen van juni 2024 kwam de N-VA, tegen de voorspellingen in, als grootste uit de bus met 16,71% van de stemmen (16,03% in 2019). Voor het eerst nam de partij ook deel aan de stembusgang in de Waalse kieskringen resulterend in 40.716 stemmen goed voor ongeveer 1,92% van de uitgebrachte stemmen zonder dat dit echter zetels opleverde.

### Overzicht Vlaamse regeringsdeelnames
| Regering-Leterme I                                                                         | Yves Leterme         | CD&V-N-VA, sp.a-Spirit, VLD-Vivant      | 2004-2007  |
| Regering-Leterme I                                                                         | Yves Leterme         | CD&V-N-VA, sp.a-Spirit, Open Vld        | 2004-2007  |
| Regering-Peeters I                                                                         | Kris Peeters         | CD&V-N-VA, sp.a-spirit/Vl.Pro, Open Vld | 2007-2008  |
| N-VA verdween uit Peeters I na de breuk van het kartel, Peeters I deed de rit uit tot 2009 |                      |                                         |            |
| Regering-Peeters II                                                                        | Kris Peeters         | CD&V, sp.a, N-VA                        | 2009-2014  |
| Regering-Bourgeois                                                                         | Geert Bourgeois      | N-VA, CD&V en Open Vld                  | 2014-2019  |
| Regering-Homans                                                                            | Liesbeth Homans      | N-VA, CD&V en Open Vld                  | 2019       |
| Regering-Jambon                                                                            | Jan Jambon           | N-VA, CD&V en Open Vld                  | 2019-2024  |
| Regering-Diependaele                                                                       | Matthias Diependaele | N-VA, Vooruit en CD&V                   | 2024-heden |

### Overzicht federale regeringsdeelnames
| Regering          | Premier              | Partijen                               | Periode   |
| ----------------- | -------------------- | -------------------------------------- | --------- |
| Regering-Michel I | Charles Michel (MR)  | N-VA, CD&V, Open Vld en MR             | 2014-2018 |
| Regering-De Wever | Bart De Wever (N-VA) | N-VA, CD&V, Vooruit, MR en Les Engagés | 2025-2029 |

## Evolutie verkiezingsresultaten

### Kamer
|                | 2003    | 2007* | 2010      | 2014      | 2019      | 2024      |
| -------------- | ------- | ----- | --------- | --------- | --------- | --------- |
| Aantal stemmen | 201.399 |       | 1.135.617 | 1.366.397 | 1.086.787 | 1.167.061 |
| Aandeel %      | 3,06%   |       | 17,40,%   | 20,26%    | 16,03%    | 16,71%    |
| Zetels         | 1       | 6     | 27        | 33        | 25        | 24        |

- 2007: in 2007 maakte de partij deel uit van een kartel met de CD&V op een gemeenschappelijke lijst. Het vermelde aantal zetels is dit voor de verkozenen van N-VA-signatuur op deze coalitielijst.

### Vlaams Parlement
|                | 2004* | 2009    | 2014      | 2019      | 2024      |
| -------------- | ----- | ------- | --------- | --------- | --------- |
| Aantal stemmen |       | 537.040 | 1.339.946 | 1.052.252 | 1.045.950 |
| Aandeel %      |       | 13,06%  | 31,88%    | 24,83%    | 23,88%    |
| Zetels         | 6     | 16      | 43        | 35        | 31        |

- 2004: in 2004 maakte de partij deel uit van een kartel met de CD&V op een gemeenschappelijke lijst. Het vermelde aantal zetels is dit voor de verkozenen van N-VA-signatuur op deze coalitielijst.

### Brussels Parlement
|                | 2004* | 2009  | 2014   | 2019   | 2024   |
| -------------- | ----- | ----- | ------ | ------ | ------ |
| Aantal stemmen |       | 2.586 | 9.085  | 12.578 | 9.571  |
| Aandeel %      |       | 4,99% | 16,99% | 17,97% | 11,91% |
| Zetels         | 0     | 1     | 3      | 3      | 2      |

- 2004: in 2004 maakte de partij deel uit van een kartel met de CD&V op een gemeenschappelijke lijst. Het vermelde aantal zetels is dit voor de verkozenen van N-VA-signatuur op deze coalitielijst.

## Programma
In 2015 publiceerde het Duitse weekblad Die Zeit een lijst van 39 succesvolle radicale partijen in Europa. Hierin werd N-VA naast economisch-liberaal, beschreven als rechts-populistisch en separatistisch doordat ze complexe problemen verengt tot territoriale vragen. N-VA reageerde hierop dat buitenlandse media "de partij moeilijk kunnen plaatsen, waarop ze ons dan maar in de extremistische hoek stoppen."

### Staatkundige visie
Van meet af aan heeft de N-VA zich geprofileerd als een Vlaams-nationale partij. "Vlaanderen, staat in Europa" is de basisfilosofie, hoewel de N-VA zich gaandeweg eurosceptischer is gaan opstellen. Volgens hun statuten zijn ze voor "een onafhankelijke republiek Vlaanderen".
De strategie om dit doel te bereiken is ‘evolutie, geen revolutie’. Deze strategie gaat ervan uit dat door opeenvolgende bevoegdheidsoverdrachten van het federale niveau naar enerzijds de deelstaten en anderzijds de Europese Unie, de Belgische staat beetje bij beetje zal oplossen in de Europese realiteit. Door het vrij verkeer van goederen, personen, kapitaal en diensten neemt de Europese Unie de rol van de Belgische staat over. Aan de andere kant staat de federale staat door het voortdurende staatshervormingsproces ook steeds meer bevoegdheden af aan de deelstaten.
Concreet vermeldt het partijprogramma dat de N-VA voor confederalisme met financiële verantwoordelijkheid en responsabilisering voor de deelstaten is, als voorwaarde voor de solidariteit tussen de regio's. Deze solidariteit moet expliciet en transparant zijn en kunnen gekoppeld worden aan voorwaarden en omschreven doelstellingen. Hiervoor verwijst de N-VA naar instellingen zoals het IMF, die ook voorwaarden koppelen aan het verstrekken van geld.
Daarnaast vraagt de partij een fundamentele herziening van de Belgische financieringswet (de wet die de federale dotaties aan de regio's bepaalt). Daarbij moeten de deelstaten alle personenbelastingen innen, zo stelt de N-VA, en dan bij afspraak doorstorten naar het federale niveau.

### Identiteit
De N-VA is een gemeenschapspartij. Ze gaat ervan uit dat het individu en de gemeenschap niet aan elkaar zijn tegengesteld, ze zijn onlosmakelijk met elkaar verbonden. Participatie in de gemeenschap is de beste garantie om de individuele vrijheid te beschermen. Door deel te nemen aan het gemeenschapsleven – in zijn meest uiteenlopende vormen – beseffen individuen dat hun eigenbelang gelijkloopt met dat van andere individuen. En het is in die onderhandeling van individuele eigenbelangen, dat het algemeen belang ontstaat. De N-VA is een actieve promotor van de Vlaamse identiteit.
Een individu kan dus enkel vrij zijn als hij verantwoordelijkheid neemt, als hij beseft dat hij deel uitmaakt van een groter geheel, van iets dat hem overstijgt. Daarom ook dat er voor de N-VA geen rechten kunnen bestaan zonder plichten.

### Sociaal-economisch programma
Economisch neemt N-VA een rechts-liberaal standpunt in. De N-VA kent de staat de regie in sociale aangelegenheden toe en wil dat ze zo nodig rechtstreeks tussenkomt. De partij gelooft dat mensen zichzelf economisch kunnen organiseren en reguleren en dat de overheid hen daar enkel toe moet aanzetten.
Hun economisch programma deelt enkele streefdoelen met de werkgeversorganisatie VOKA.
De belangrijkste programmapunten zijn:
- Verlaging en splitsing van de vennootschapsbelasting
- Arbeidsduur berekening op jaarbasis
- Loonvorming deels in functie van prestaties
- Uitdoving van het brugpensioen
- Werkloosheidsuitkeringen beperken in de tijd
- Uitdoving van de wachtuitkering
- Bepaalde aan arbeid gelijkgestelde periodes afschaffen
- Structureel evenwicht in de begroting en wegwerking van het begrotingstekort met nadruk op besparingen in de overheidsuitgaven
- Verlaging van de lasten op arbeid
- Herziening van de groeinorm van 4,5 % voor de uitgaven van de gezondheidszorg
- Een eenheidsstatuut voor arbeiders en bedienden
- Harmonisatie van het ambtenarenstatuut
- Respecteren van de loonnorm in functie van het concurrentievermogen
- Uitbreiding van het activeringsbeleid naar werkzoekende 50+'ers
- De tijdsspaarrekening (loopbaanrekening in functie van arbeid–zorg)

Op Europees niveau stemde de N-VA tegen een minimumtarief van 20% voor de vennootschapsbelasting, die een race to the bottom qua belastingstarief tussen Europese lidstaten moet voorkomen. De N-VA stemde ook en tegen een minimumbelasting voor multinationals en tegen de ondersteuning van internationale onderhandelingen over een gemeenschappelijk minimumbelastingniveau. Verder stemde de N-VA tegen hogere minimumlonen in de EU, tegen een betere bescherming voor werknemers in de platformeconomie en tegen de uitbreiding van de zwarte lijst van belastingparadijzen.

### Ethische standpunten
In het algemeen wordt de N-VA op ethisch vlak als vrijzinnig beschouwd. Zo is de partij een voorstander van euthanasie geworden, na eerst tegen een versoepeling te stemmen. Abortus en holebi-rechten worden gesteund door deze partij. De partij is reeds enkele jaren vertegenwoordigd op de gay pride en heeft ook voor het homohuwelijk gestemd en voor adoptie door holebi-koppels. Volgens politicoloog Dave Sinardet is het meestappen in de Gay Pride en het hijsen de regenboogvlag vooral marketing. De N-VA heeft namelijk ook conservatieve standpunten op vlak van lgbt: N-VA is van oordeel dat politieagenten geen specifieke opleiding moeten volgen om correct om te gaan met holebi’s die het slachtoffer zijn van geweld. Ook vindt het dat woonzorgcentra voor ouderen niet verplicht moeten worden om homoseksualiteit met de bewoners bespreekbaar te maken. N-VA vindt voorts dat homoseksuele relaties niet aan bod moeten komen in de kleuterklas. De partij is ook tegen meervoudig ouderschap.

### Klimaat
Begin 2019 omarmde de N-VA het zogenaamde ecorealisme als haar antwoord op de steeds urgenter wordende klimaatproblematiek. Dit ecorealisme gaat uit van een optimistische kijk op de technologische vooruitgang om de gevolgen van de klimaatverandering op te vangen, vereist dat oplossingen betaalbaar moeten zijn en moeten stoelen op een gezonde economie en bepleit het behoud van kernenergie.
De N-VA stemde echter op Europees niveau tegen de fundamenten van de Europese Green Deal, namelijk tegen een uitbreiding van Europees systeem voor emissiehandel naar meer sectoren en tegen een Europese koolstofgrenstaks. Op Vlaams niveau is de N-VA en de Vlaamse regering voor een uitstootvermindering van 40% tegen 2030, dit terwijl Europa een vermindering van 47% vraagt, een doelstelling waartoe Brussel en Wallonië zich wel engageren.

## Partijstructuur- en leiding
De N-VA is georganiseerd op drie werkingsniveaus: (lokale) afdelingen, (vijftien) arrondissementen en het nationale niveau (Vlaanderen plus Brussel). Op nationaal niveau is er de (in principe maandelijkse) partijraad, het (in principe wekelijkse) partijbestuur en het dagelijks bestuur.
Het partijbestuur bestaat uit de volgende leden (leden in cursief hebben enkel raadgevende stem):
- Leden die vanuit hun functie tegelijk het dagelijks bestuur vormen:
  - Valerie Van Peel, voorzitter (sinds april 2025)
  - Frieda Gijbels, ondervoorzitter, verkozen door de partijraad (sinds mei 2025)
  - Maaike De Vreese, ondervoorzitter, verkozen door de partijraad (sinds mei 2025)
  - Louis Ide, algemeen secretaris, verkozen door de partijraad (sinds december 2014)
  - Eddy Vermoesen, penningmeester, verkozen door de partijraad (sinds februari 2016)
  - Piet De Zaeger, directeur N-VA
  - Elias Kartout, partijwoordvoerder N-VA
- De fractievoorzitters van de verschillende parlementsfracties, voor de rechtstreeks verkozen parlementen aangevuld met een zesde van de fractieleden:
  - Philippe Muyters, fractievoorzitter Vlaams Parlement
  - Koen Daniëls, Vlaams Parlementslid
  - Bert Maertens, Vlaams Parlementslid
  - Andy Pieters, Vlaams Parlementslid
  - Nadia Sminate, Vlaams Parlementslid
  - Paul Van Miert, Vlaams Parlementslid
  - Axel Ronse, fractievoorzitter Kamer van volksvertegenwoordigers
  - Kathleen Depoorter, Kamerlid
  - Karl Vanlouwe, fractievoorzitter Senaat
  - Gilles Verstraeten, fractievoorzitter Brussels Parlement
  - Johan Van Overtveldt, fractievoorzitter Europees Parlement
- Jong N-VA:
  - Jeroen Bergers, voorzitter
  - Sam Vandoorne
- Voorzitter partijraad:
  - Kris Van Dijck
- Vijftien partijbestuursleden zonder nationaal mandaat:
  - Ismail Ayed
  - Geert Bourgeois
  - Gunther Coppens
  - Paul Cordy
  - Magda Debrouwer
  - Maarten De Veuster
  - Werner Janssen
  - Sam Lernout
  - Lieve Maes
  - Sarah Remacle
  - Philip Roosen
  - Eddy Schelfhout
  - Matthias Storme
  - Guy Van der Streeck
  - Maud Van Hollebeke
- Ministers, staatssecretarissen en parlementsvoorzitters:
  - Matthias Diependaele, Vlaams minister-president
  - Ben Weyts, Vlaams viceminister-president
  - Zuhal Demir, Vlaams minister
  - Annick De Ridder, Vlaams minister
  - Cieltje Van Achter, Vlaams minister
  - Bart De Wever, federaal premier
  - Jan Jambon, federaal vicepremier
  - Theo Francken, federaal minister
  - Anneleen Van Bossuyt, federaal minister
  - Peter De Roover, voorzitter van de Kamer
  - Liesbeth Homans, voormalig voorzitter Vlaams Parlement
  - Piet De Zaeger, partijdirecteur
  - Elias Kartout, partijwoordvoerder
  - Lin Van Poucke, waarnemend directeur studiedienst

Andere vooraanstaande leden:
- Frieda Brepoels: stichtend lid en gewezen ondervoorzitter en algemeen secretaris N-VA
- Siegfried Bracke: voormalig voorzitter van de Kamer van volksvertegenwoordigers
- Eric Defoort: gewezen ondervoorzitter N-VA en voorzitter van de Europese Vrije Alliantie (EVA)
- Antoine Denert, gewezen burgemeester van Kruibeke (1983-2013)
- Jan Loones: voormalig Vlaams parlementslid
- Sander Loones: voormalig federaal minister
- Jan Peumans: voormalig voorzitter van het Vlaams Parlement
- Danny Pieters: stichtend lid en voormalig senator
- Elke Sleurs: voormalig federaal staatssecretaris
- Wilfried Vandaele: voormalig voorzitter van het Vlaams Parlement
- Pol Van Den Driessche: gecoöpteerd senator
- Steven Vandeput: voormalig federaal minister

### Voorzitters
| Geert Bourgeois                  | 17 september 2001 - 22 juli 2004  | Voorlopig voorzitter tot 5 mei 2002. Op 5 mei 2002 officieel verkozen tot voorzitter.                                         |
| Bart De Wever en Frieda Brepoels | 26 juli 2004 - 23 oktober 2004    | Waarnemende voorzitters. |
| Bart De Wever                    | 23 oktober 2004 - 3 februari 2025 | Verkozen op 23 oktober 2004. Herkozen op 8 maart 2008, 19 maart 2011, 15 november 2014, 18 november 2017 en 14 november 2020. |
| Steven Vandeput                  | 3 februari 2025 - 26 april 2025   | Waarnemend voorzitter. |
| Valerie Van Peel                 | 26 april 2025 - heden             | Verkozen op 26 april 2025. |

## Politieke mandaten

### Europees niveau
In het Europees parlement maakt de N-VA deel uit van de fractie Europese Conservatieven en Hervormers, een fractie die voornamelijk uit rechtse tot extreemrechtse, nationalistische en populistische partijen bestaat.
N-VA heeft drie Europarlementsleden:
- Assita Kanko (Nederlandse kieskring)
- Kris Van Dijck (Nederlandse kieskring)
- Johan Van Overtveldt (Nederlandse kieskring)

### Federaal niveau

#### Federale regering
| Naam                 | Functie |
| -------------------- | --- |
| Bart De Wever        | Premier |
| Jan Jambon           | Federaal vicepremier Federaal minister Financiën, Pensioenen, belast met Nationale Loterij en de Federale Culturele Instellingen |
| Theo Francken        | Federaal minister Defensie, belast met Buitenlandse Handel                                                                       |
| Anneleen Van Bossuyt | Federaal minister Asiel en Migratie en Maatschappelijke Integratie, belast met het Grootstedenbeleid                             |

#### Kamer van volksvertegenwoordigers
N-VA heeft 24 zetels in de Kamer van volksvertegenwoordigers, hoewel ze na de verkiezingen van 9 juni 2024 25 volksvertegenwoordigers naar het parlement mocht sturen. Jean-Marie Dedecker was verkozen als onafhankelijk lijsttrekker op de N-VA-lijst in West-Vlaanderen voor het federaal parlement. Hij maakte als onafhankelijke deel uit van de N-VA-Kamerfractie, maar bij de eedaflegging van de regering-De Wever verliet hij de N-VA-fractie.
- Jeroen Bergers
- Peter Buysrogge
- Dorien Cuylaerts
- Eva Demesmaeker
- Kathleen Depoorter
- Peter De Roover
- Maaike De Vreese
- Sophie De Wit
- Christoph D'Haese
- Michael Freilich
- Frieda Gijbels
- Koen Metsu
- Lotte Peeters
- Wouter Raskin
- Axel Ronse (fractievoorzitter)
- Darya Safai
- Lieve Truyman
- Steven Vandeput
- Wim Van der Donckt
- Katrijn van Riet
- Kristien Van Vaerenbergh
- Charlotte Verkeyn
- Bert Wollants

#### Senaat
N-VA beschikt in de Senaat over tien senatoren: acht deelstaatsenatoren en twee gecoöpteerde senatoren.
- An Capoen
- Allessia Claes
- Arnout Coel
- Manu Diericx
- Koen Dillen
- Andries Gryffroy
- Andy Pieters
- Ine Tombeur
- Karl Vanlouwe (fractievoorzitter)
- Griet Vanryckegem

### Vlaams niveau

#### Vlaamse regering
| Naam                 | Functie |
| -------------------- | --- |
| Matthias Diependaele | Minister-president van de Vlaamse Regering Vlaams minister van Economie, Innovatie, Industrie, Buitenlandse Zaken, Digitalisering en Facilitair Management |
| Ben Weyts            | Viceminister-president Vlaams minister van Begroting en Financiën, Vlaamse Rand, Onroerend Erfgoed, Dierenwelzijn                                          |
| Zuhal Demir          | Vlaams minister van Onderwijs, Werk, Justitie en Handhaving                                                                                                |
| Annick De Ridder     | Vlaams minister van Mobiliteit, Openbare Werken, Havens en Sport                                                                                           |
| Cieltje Van Achter   | Vlaams minister van Brussel en Media |

#### Vlaams Parlement
In het Vlaams Parlement heeft N-VA 31 zetels.
- Inge Brocken
- Jurgen Callaerts
- Mieke Claes
- Arnout Coel
- Koen Daniëls
- Gijs Degrande
- Manu Diericx
- Koen Dillen
- Karolien Grosemans
- Andries Gryffroy
- Marc Hendrickx
- An Hermans
- Liesbeth Homans
- Katrien Houtmeyers
- Sofie Joosen
- Sander Loones
- Bert Maertens
- Philippe Muyters (fractievoorzitter)
- Freya Perdaens
- Andy Pieters
- Tomas Roggeman
- Eva Ryde
- Tom Seurs
- Sarah Smeyers
- Nadia Sminate
- Ine Tombeur
- Hans Vanhoof
- Sanne Van Looy
- Karl Vanlouwe
- Paul Van Miert
- Griet Vanryckegem

### Brussels niveau

#### Brussels Hoofdstedelijk Parlement
In het Brussels Hoofdstedelijk Parlement heeft N-VA twee zetels:
- Mathias Vanden Borre
- Gilles Verstraeten (fractievoorzitter)

### Provinciaal en lokaal niveau
| Antwerpen       | 15 / 36 |
| Limburg         | 7 / 31  |
| Oost-Vlaanderen | 9 / 36  |
| Vlaams-Brabant  | 10 / 36 |
| West-Vlaanderen | 7 / 36  |

#### Provincieraadsleden
- Wim Aernoudt
- Michael Ally
- Jean Bergmans
- Kristof Bossuyt
- Frieda Brepoels
- Mireille Colson
- David Coppens
- Gunther Coppens
- Nathalie Cuylaerts
- Veronique De Buyst
- Lenn De Cleene
- Steven Dehandschutter
- Sarah Demartelaere
- Jan De Haes
- Vera De Hert
- Johan De Poorter
- Kelly Detavernier
- Jessie De Weyer
- Lucia Dewolfs
- Daphné Dumery
- Sanne Eeckelers
- Tine Eerlingen
- André Gantman
- Lena Ghysels
- Isabelle Goeminne
- Ilse Henderickx
- Saartje Heymans
- Kurt Himpe
- Ilse Jacques
- Kathleen Krekels
- Bert Lambrechts
- Luk Lemmens
- Kurt Moens
- Rita Moors
- Bart Nevens
- Laura Olaerts
- Koen Palinckx
- Marleen Peeters
- Jan Peumans
- Eva Rombaut
- Kathleen Rombauts
- Elke Sleurs
- Anouk Speleers
- Joris Van den Cruijce
- Linda Van den Eede
- Maud Van Hollebeke
- Giel Verhelst
- An Vervliet

#### Gedeputeerden
- Mireille Colson
- David Coppens
- Gunther Coppens
- Jan De Haes
- Kelly Detavernier
- Luk Lemmens
- Kurt Moens
- Bart Nevens
- Laura Olaerts

#### Burgemeesters
Na de lokale verkiezingen van oktober 2024 mocht N-VA de burgemeester leveren in 48 van de 285 Vlaamse gemeenten:
- Christoph D'Haese (Aalst)
- Sophie De Wit (Aartselaar)
- Marc Penxten (Alken)
- Els van Doesburg (Antwerpen)
- Tom Seurs (As)
- Philip Loots (Baarle-Hertog)
- Jeroen Baert (Boom)
- Adinda Van Gerven (Brasschaat, waarnemend)
- Wilfried Vandaele (De Haan)
- Koenraad Degroote (Dentergem)
- Kris Van Dijck (Dessel)
- Rik Kriekels (Diepenbeek)
- Koen Coupillie (Diksmuide)
- Willy Segers (Dilbeek)
- Sofie Joosen (Duffel)
- Koen Metsu (Edegem)
- Geert Vandekeybus (Essen)
- Joeri De Maertelaere (Evergem)
- Eva Demesmaeker (Halle)
- Lotte Peeters (Hamme)
- Steven Vandeput (Hasselt)
- Kristof Pillaert (Hooglede)
- Cathy Coudyser (Knokke-Heist)
- Sander Loones (Koksijde)
- Bart Seldeslachts (Kontich)
- Berdien Van Den Abeele (Liedekerke)
- Rik Verwaest (Lier)
- Marleen Peeters (Lille)
- Rudi Verhoeven (Lint)
- Nadia Sminate (Londerzeel)
- Davy Suffeleers (Lubbeek, waarnemend)
- Joris Nachtergaele (Maarkedal)
- Sanne Van Looy (Malle)
- Gerda Van den Brande (Meise)
- Johan Deleu (Opwijk)
- Dorien Cuylaerts (Rijkevorsel)
- Jurgen Callaerts (Rumst)
- Dirk Bauwens (Schilde)
- Maarten De Veuster (Schoten)
- Koen Daniëls (Sint-Gillis-Waas)
- Lieven Dehandschutter (Sint-Niklaas)
- Jan Desmeth (Sint-Pieters-Leeuw)
- Kurt Ryon (Steenokkerzeel)
- Katrien Houtmeyers (Tielt-Winge)
- Rik Buyse (Wielsbeke)
- Eddy Bevers (Willebroek)
- Frank Gys (Wommelgem)
- Evelien De Both (Zottegem)

## Bekende (ex-)leden
- Jan Becaus
- Geert Bourgeois
- Siegfried Bracke
- Frieda Brepoels
- Huub Broers
- Jurgen Ceder
- Peter Dedecker
- Eric Defoort
- Lieven Dehandschutter
- Mark Demesmaeker
- Zuhal Demir
- Antoine Denert
- Annick De Ridder
- Minneke De Ridder
- Paul De Ridder
- Peter De Roover
- Bart De Wever
- Matthias Diependaele
- Theo Francken
- Marc Hendrickx
- Liesbeth Homans
- Willy Kuijpers
- Andre Gantman
- Kim Geybels
- Louis Ide
- Jan Jambon
- Lies Jans
- Jan Loones
- Sander Loones
- Bob Maes
- Lieve Maes
- Koen Metsu
- Marie-Rose Morel
- Philippe Muyters
- Lorin Parys
- Jan Peumans
- Danny Pieters
- Luc Sevenhans
- Elke Sleurs
- Sarah Smeyers
- Nadia Sminate
- Ann Soete
- Bruno Stevenheydens
- Helga Stevens
- Matthias Storme
- Goedele Uyttersprot
- Ludo Van Campenhout
- Wilfried Vandaele
- Steven Vandeput
- Rob Van de Velde
- Johan Van den Driessche
- Pol Van Den Driessche
- Kris Van Dijck
- Miranda Van Eetvelde
- Karl Vanlouwe
- Flor Van Noppen
- Karim Van Overmeire
- Johan Van Overtveldt
- Valerie Van Peel
- Hendrik Vuye
- Ben Weyts
- Veerle Wouters